# Liathach
Liathach är ett berg i Wester Ross i kommunen Highland i nordvästra Skottland i Storbritannien. Toppen på Liathach är 1 053 meter över havet.
Terrängen runt Liathach är huvudsakligen kuperad. Liathach är den högsta punkten i trakten. Trakten runt Liathach är nära nog obefolkad, med mindre än två invånare per kvadratkilometer. Trakten runt Liathach består i huvudsak av gräsmarker.